# Nuño Freire de Andrade
Nuño Freire de Andrade (c. 1374 - 1431), conocido como el Malo (o Mao), fue un noble gallego bajomedieval, IX señor de Andrade, III señor de Puentedeume, Ferrol y Villalba. A principios de la tercera década del siglo XV, tuvo que hacer frente al levantamiento de los vasallos de sus tierras, hecho conocido en la historiografía como la primera revuelta irmandiña.

## Biografía

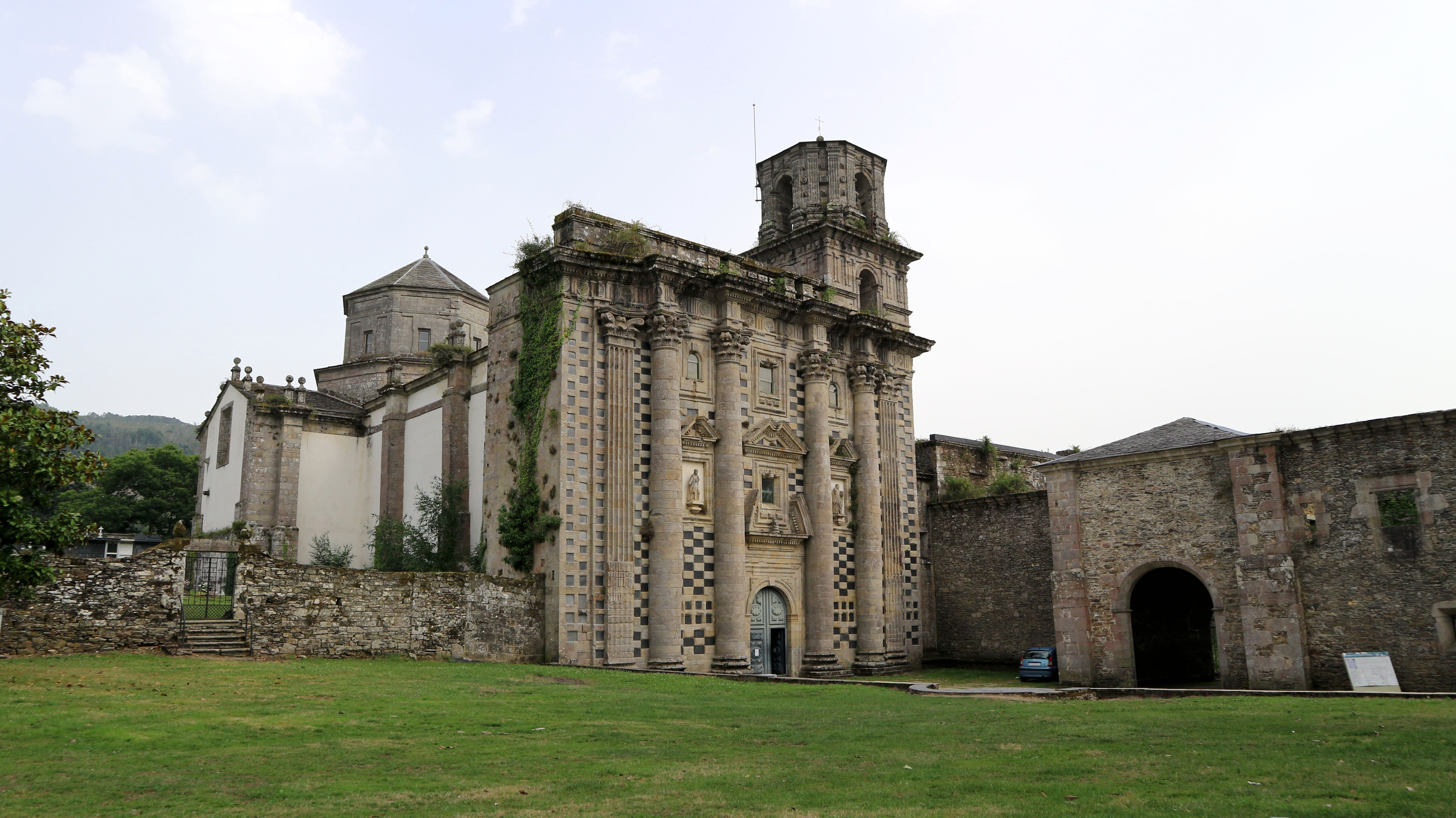
Iglesia del monasterio de Monfero, donde se encuentra el ataúd de Nuño Freire de Andrade, El Malo.

Nuño Freire era hijo del II señor de la familia Andrade, Pedro Fernández de Andrade y de su esposa Mencía de Meira. Heredó de su padre siendo aún joven, cuando este murió a principios del siglo XV, el señorío de Puentedeume, Ferrol, Villalba, Andrade, y otras localidades.
Su actuación inicial estuvo encaminada a ampliar sus dominios a expensas de los estados eclesiásticos, primero intentando apoderarse de los cotos de Muniferral y Feás (en el actual municipio de Aranga), procesión de la mitra compostelana, de la que finalmente obtuvo el arrendamiento de los cotos durante diez años en 1411, y luego edificación en el puerto de la granja de Reparada (actualmente Cobas, en tierras de Trasancos), propiedad del monasterio cisterciense de Sobrado, que se le opuso en 1410. Este monasterio ya había reclamado esta finca con su padre Pedro Fernández de Andrade. Al contrario, fue generoso con Monfero .
En 1428 recibió en sus propiedades al infante Enrique de Aragón, a quien acogió obsequiosamente. Luego acompañó al rey Juan II a tierras de Aragón, al año siguiente, con una numerosa hueste durante la guerra contra los aragoneses que apoyaban a los infantes de Aragón. Nuño Freire puso fin a la guerra en 1430, no le quedó otro remedio que indemnizar y pagar bien a sus hombres.

### La primera revuelta irmandiña
Este fue, seguramente, el origen de fuertes exacciones sobre sus vasallos, arrebatadas con gran dureza, y que desembocó en el levantamiento de la primera revuelta irmandiña en 1431, en el que hasta diez mil hombres, al mando del noble Roi Xordo, derribaron varios fuertes casas y hasta se atrevieron a intentar el sitio de Santiago; hasta que el mismo Nuño Freire, asistido por el corregidor real, Gómez García de Hoyos, los derrotó al pie de su propia fortaleza de Puentedeume, donde habían rodeado a su propia mujer e hijos. Los derrotados fueron encarcelados o ahorcados.

### Muerte
Nuño Freire de Andrade murió en el mismo año, 1431. Se mandó enterrar en el monasterio de Monfero. El siguiente epitafio fue colocado en su tumba: 

No : Nome : Iesu : Auede : Piedade : Da : Anima : De : Nuno : Freire : De : Andrade : Caualeiro : De : Uerdade : Un : Do : Consello : Do : Rei : Qese : Finou : Eno : Ano : D : Mil : CCCCXXXI : Anos
(«En el nombre de Jesús, ten piedad del alma de Nuño Freire de Andrade, verdadero caballero, miembro del Consejo del Rey, muerto en el año 1431»)

Su tumba, tras ser trasladada en el siglo XVII, aparece a la derecha de la fachada de la iglesia de dicho monasterio.

## Sucesión
El mayor de los hijos de Nuño Freire, Pedro Fernández de Andrade II, heredó la sucesión. Su segundo hijo Fernán o Fernando Pérez de Andrade, el Mozo (o Mozo) (c. 1403 - 1470, sepultado en Monfero), también se convertiría en XII señor de Andrade y VI señor de Puentedeume, Ferrol y Villalba tras la prematura muerte de la hija de Pedro Fernández de Andrade II, María de Andrade. Se casó con María de Moscoso y tuvo a Diego de Andrade y Moscoso (m. 1492), XIII señor de Andrade, VII señor de Puentedeume, Ferrol y Villalba, I conde de Villalba, casado con María das Mariñas y Haro, hija de Gómez Pérez das Mariñas, señor de la Casa das Mariñas, y de su esposa Teresa de Haro y Acuña, hija de Diego López de Haro, III señor del Busto, y de su esposa Ginebra de Acuña Girón, hija de Martín Vázquez de Acuña, I conde de Valencia de Don Juan, y de su primera esposa Teresa Téllez-Girón, y con descendencia (incluyéndoselo el II conde de Villalba y I conde de Andrade y la esposa del II conde de Altamira), y a Isabel Alfonso de Andrade, casada c. 1465 con su pariente portugués Gil Tomé Paes de Andrade (c. 1425 -), II señor de Torre da Sanha el 19 de noviembre de 1433, doncel de Eduardo I de Portugal (Eduardo I le llama «noso donzeel» cuando el 19 de noviembre de 1433 le confirma la deuda, el terreno y la torre de la Sanha (¿la actual Torre do Terrenho?), en la frontera de Trancoso, que su padre «leyxou per guiza e manejra de morgado». Este documento prueba que Gil Tomé Paes de Andrade era el «filho major» de Rui Freire de Andrade, quomo muj compridamente certefjcava pela cedula de seu testamento. Dicen las genealogías que este Gil Tomé Paes de Andrade fue capitán mayor de las fronteras de Galicia, aunque no hubo mención de este cargo en la Cancillería. Habrá vivido en Montemor-o-Novo, como dicen las genealogías y atestigua el escudo de su trisnieto.), con descendencia.